# Album al numero uno della classifica FIMI nel 2021

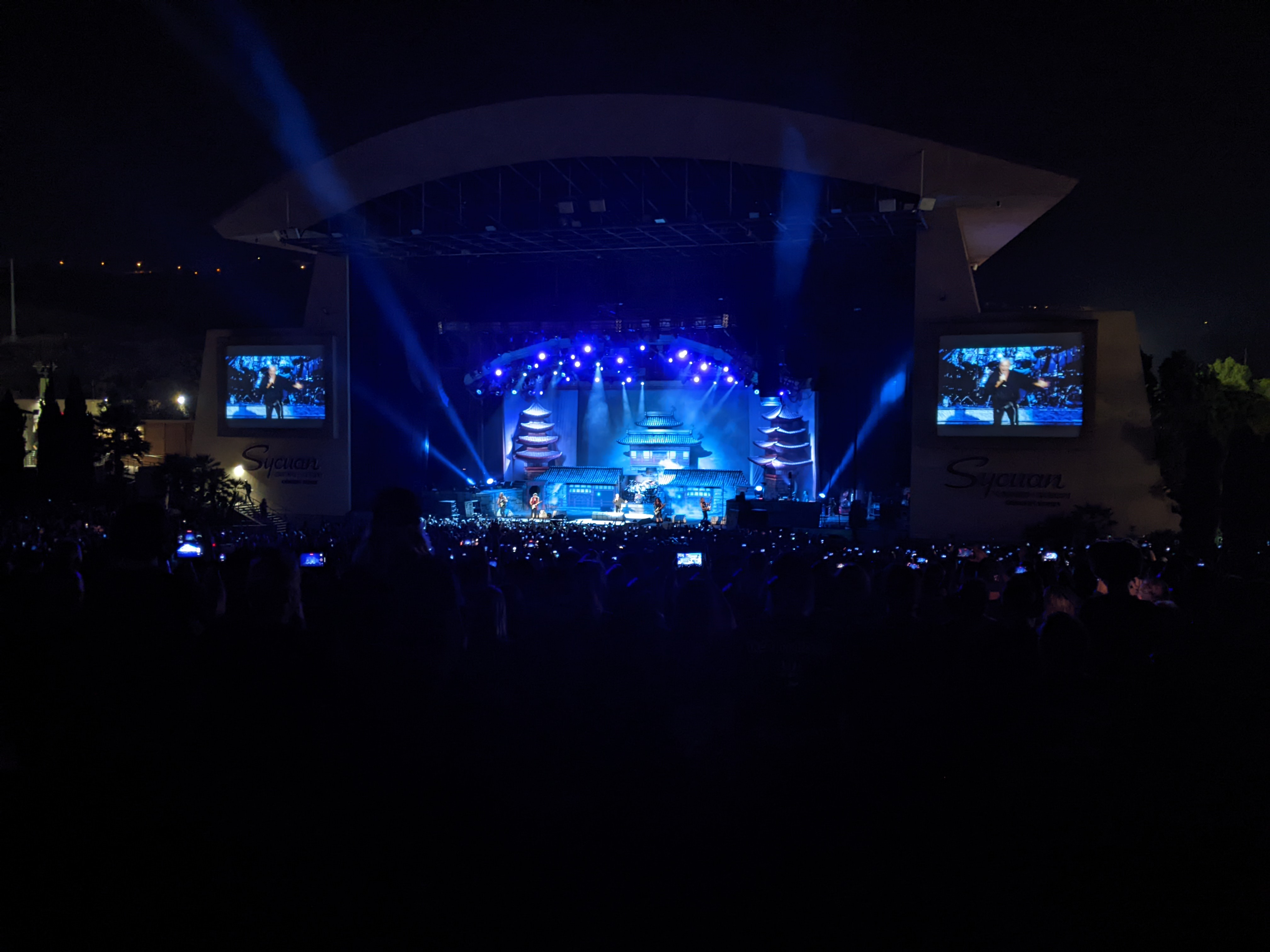
Gli Iron Maiden, durante il Legacy of the Beast World Tour, durante l'esecuzione di un brano dall'album Senjutsu.

La presente lista elenca gli album che hanno raggiunto la prima posizione nella classifica settimanale italiana Album, stilata durante il 2021 dalla Federazione Industria Musicale Italiana, in collaborazione con la GfK Retail and Technology Italia.
| Settimana    | Settimana    | Album                 | Artista                    | Settimane consecutive | Settimane totali | Fonte  |
| Inizio       | Fine         | Album                 | Artista                    | Settimane consecutive | Settimane totali | Fonte  |
| ------------ | ------------ | --------------------- | -------------------------- | --------------------- | ---------------- | ------ |
| 1º gennaio   | 7 gennaio    | Famoso                | Sfera Ebbasta              | 3                     | 3                | [ 1 ]  |
| 8 gennaio    | 14 gennaio   | Famoso                | Sfera Ebbasta              | 3                     | 3                | [ 2 ]  |
| 15 gennaio   | 21 gennaio   | Famoso                | Sfera Ebbasta              | 3                     | 3                | [ 3 ]  |
| 22 gennaio   | 28 gennaio   | Plaza                 | Capo Plaza                 | 1                     | 1                | [ 4 ]  |
| 29 gennaio   | 4 febbraio   | La geografia del buio | Michele Bravi              | 1                     | 1                | [ 5 ]  |
| 5 febbraio   | 11 febbraio  | OBE                   | Mace                       | 1                     | 1                | [ 6 ]  |
| 12 febbraio  | 18 febbraio  | OK                    | Gazzelle                   | 1                     | 1                | [ 7 ]  |
| 19 febbraio  | 25 febbraio  | Ali                   | Il Tre                     | 1                     | 1                | [ 8 ]  |
| 26 febbraio  | 4 marzo      | 17 - Dark Edition     | Emis Killa e Jake La Furia | 1                     | 1                | [ 9 ]  |
| 5 marzo      | 11 marzo     | Amici Bro             | AA.VV.                     | 1                     | 1                | [ 10 ] |
| 12 marzo     | 18 marzo     | Tribù urbana          | Ermal Meta                 | 1                     | 1                | [ 11 ] |
| 19 marzo     | 25 marzo     | Teatro d'ira - Vol. I | Måneskin                   | 1                     | 4                | [ 12 ] |
| 26 marzo     | 1º aprile    | Solo tutto            | Massimo Pericolo           | 1                     | 1                | [ 13 ] |
| 2 aprile     | 8 aprile     | Madame                | Madame                     | 1                     | 1                | [ 14 ] |
| 9 aprile     | 15 aprile    | Fastlife 4            | DJ Harsh e Guè Pequeno     | 1                     | 1                | [ 15 ] |
| 16 aprile    | 22 aprile    | Lauro                 | Achille Lauro              | 1                     | 1                | [ 16 ] |
| 23 aprile    | 29 aprile    | Multisala             | Franco126                  | 1                     | 1                | [ 17 ] |
| 30 aprile    | 6 maggio     | Taxi Driver           | Rkomi                      | 1                     | 6                | [ 18 ] |
| 7 maggio     | 13 maggio    | Exuvia                | Caparezza                  | 1                     | 1                | [ 19 ] |
| 14 maggio    | 20 maggio    | Sangiovanni           | Sangiovanni                | 3                     | 6                | [ 20 ] |
| 21 maggio    | 27 maggio    | Sangiovanni           | Sangiovanni                | 3                     | 6                | [ 21 ] |
| 28 maggio    | 3 giugno     | Sangiovanni           | Sangiovanni                | 3                     | 6                | [ 22 ] |
| 4 giugno     | 10 giugno    | Untouchable           | Tony Effe                  | 1                     | 1                | [ 23 ] |
| 11 giugno    | 17 giugno    | Sangiovanni           | Sangiovanni                | 3                     | 6                | [ 24 ] |
| 18 giugno    | 24 giugno    | Sangiovanni           | Sangiovanni                | 3                     | 6                | [ 25 ] |
| 25 giugno    | 1º luglio    | Sangiovanni           | Sangiovanni                | 3                     | 6                | [ 26 ] |
| 2 luglio     | 8 luglio     | Teatro d'ira - Vol. I | Måneskin                   | 3                     | 4                | [ 27 ] |
| 9 luglio     | 15 luglio    | Teatro d'ira - Vol. I | Måneskin                   | 3                     | 4                | [ 28 ] |
| 16 luglio    | 22 luglio    | Teatro d'ira - Vol. I | Måneskin                   | 3                     | 4                | [ 29 ] |
| 23 luglio    | 29 luglio    | Keta Music Vol. 3     | Emis Killa                 | 1                     | 1                | [ 30 ] |
| 30 luglio    | 5 agosto     | Happier than Ever     | Billie Eilish              | 1                     | 1                | [ 31 ] |
| 6 agosto     | 12 agosto    | Taxi Driver           | Rkomi                      | 3                     | 6                | [ 32 ] |
| 13 agosto    | 19 agosto    | Taxi Driver           | Rkomi                      | 3                     | 6                | [ 33 ] |
| 20 agosto    | 26 agosto    | Taxi Driver           | Rkomi                      | 3                     | 6                | [ 34 ] |
| 27 agosto    | 2 settembre  | Donda                 | Kanye West                 | 1                     | 1                | [ 35 ] |
| 3 settembre  | 9 settembre  | Senjutsu              | Iron Maiden                | 1                     | 1                | [ 36 ] |
| 10 settembre | 16 settembre | Blu celeste           | Blanco                     | 3                     | 4                | [ 37 ] |
| 17 settembre | 23 settembre | Blu celeste           | Blanco                     | 3                     | 4                | [ 38 ] |
| 24 settembre | 30 settembre | Blu celeste           | Blanco                     | 3                     | 4                | [ 39 ] |
| 1º ottobre   | 7 ottobre    | Flop                  | Salmo                      | 3                     | 3                | [ 40 ] |
| 8 ottobre    | 14 ottobre   | Flop                  | Salmo                      | 3                     | 3                | [ 41 ] |
| 15 ottobre   | 21 ottobre   | Flop                  | Salmo                      | 3                     | 3                | [ 42 ] |
| 22 ottobre   | 28 ottobre   | Solo                  | Ultimo                     | 1                     | 1                | [ 43 ] |
| 29 ottobre   | 4 novembre   | =                     | Ed Sheeran                 | 1                     | 1                | [ 44 ] |
| 5 novembre   | 11 novembre  | Rivoluzione           | Rocco Hunt                 | 1                     | 1                | [ 45 ] |
| 12 novembre  | 18 novembre  | Siamo qui             | Vasco Rossi                | 1                     | 1                | [ 46 ] |
| 19 novembre  | 26 novembre  | Noi, loro, gli altri  | Marracash                  | 1                     | 5                | [ 47 ] |
| 26 novembre  | 2 dicembre   | Disumano              | Fedez                      | 1                     | 1                | [ 48 ] |
| 3 dicembre   | 9 dicembre   | Noi, loro, gli altri  | Marracash                  | 1                     | 5                | [ 49 ] |
| 10 dicembre  | 16 dicembre  | Guesus                | Guè Pequeno                | 1                     | 1                | [ 50 ] |
| 17 dicembre  | 23 dicembre  | Noi, loro, gli altri  | Marracash                  | 3                     | 5                | [ 51 ] |
| 24 dicembre  | 30 dicembre  | Noi, loro, gli altri  | Marracash                  | 3                     | 5                | [ 52 ] |

L'album più venduto del 2021 è risultato Taxi Driver di Rkomi, che è risultato anche l'album dal maggior numero di settimane consecutive alla prima posizione (3) a pari merito con gli album Teatro d'ira - Vol. I dei Måneskin, Blu celeste di Blanco, Flop di Salmo, Noi, loro, gli altri di Marracash e Sangiovanni di Sangiovanni; quest'ultimo è risultato l'album dal maggior numero di settimane alla prima posizione (6).